# Oberonia bellii
Oberonia bellii är en orkidéart som beskrevs av Ethelbert Blatter och Mccann. Oberonia bellii ingår i släktet Oberonia och familjen orkidéer. Inga underarter finns listade i Catalogue of Life.